# Kinnevik
Kinnevik est une société d'investissement fondée en 1936 par les familles Stenbeck, Klingspor et von Horn. Ses participations majeures se trouvent dans Millicom, Tele2, Modern Times Group (l'éditeur de Métro), Zalando et Rocket Internet. 

## Direction
- Vigo Carlund, proche de Jan Stenbeck (1999-2006)
- Mia Brunell (2006-2014)
- Lorenzo Grabau (2015-)

## Actionnaires
Source : rapport d'entreprise pour l'année 2013
| Société                             | Part au capital | Part des voix |
| ----------------------------------- | --------------- | ------------- |
| Verdere S.à.r.l. (famille Stenbeck) | 10.6            | (44.8)        |
| famille Klingspor                   | 3.1             | 10.2          |
| JP Morgan Chase                     | 3.1             | 10.2          |
| State Street Bank                   | 8.5             | 4.2           |
| famille von Horn                    | 0.9             | 3.1           |
| BNY Mellon NA                       | 3.6             | 1.7           |
| Alecta Pension                      | 1.6             | 1.7           |
| Northern Trust                      | 3.1             | 1.3           |
| SEB                                 | 1.4             | 0.8           |
| Credit Suisse Sec                   | 1.7             | 0.7           |